# Centavo Cabeza de indio
El centavo Cabeza de indio, también conocido como centavo Indian Head, fue una moneda de un centavo producida por la Casa de Moneda de los Estados Unidos entre 1859 y 1909. Fue diseñado por James B. Longacre, grabador en jefe de la Casa de Moneda de Filadelfia.
De 1793 a 1857, el centavo era una moneda de cobre del tamaño aproximado de medio dólar. Sin embargo, la fiebre del oro de California provocó una gran inflación de precios. A medida que el oro se hizo más abundante, el precio del cobre subió. La fabricación de centavos y medios centavos fue una de las pocas fuentes de ingresos de la Casa de la Moneda, y para 1850 comenzó a buscar alternativas. En 1857, la Casa de la Moneda redujo el tamaño del centavo y cambió su composición a 12 % de níquel y 88 % de cobre (cuproníquel), emitiendo un nuevo diseño: el centavo Águila volando o «Flying Eagle». Las nuevas piezas tenían un diámetro idéntico al de los centavos modernos, aunque más gruesas. Este fue el primer uso del cuproníquel en las monedas estadounidenses. Este material les daba un aspecto más brillante y comenzaron a llamarse «centavos blancos» o Nicks.
En 1858, el diseño del «Águila Voladora» fue reemplazado por el de la «Cabeza de indio». No obstante, este diseño causó dificultades de producción y la Casa de la Moneda pronto buscó reemplazarlo. El director de la Casa de la Moneda, James Ross Snowden, seleccionó el diseño de la cabeza de indio y eligió una corona de laurel para el reverso, que fue reemplazada en 1860 por una corona de roble con un escudo. Los centavos se acumularon durante el caos económico de la guerra civil estadounidense, cuando el níquel metálico escaseaba. Al observar la circulación de fichas de bronce de emisión privada, los funcionarios de la Casa de la Moneda persuadieron al Congreso para que aprobara la Ley de Acuñación de Monedas de 1864, que autorizaba un centavo de aleación de bronce más delgado.
En la posguerra estadounidense el centavo se popularizó enormemente, llegando a acuñarse en grandes cantidades la mayoría de los años. Una excepción fue 1877, cuando la mala situación económica y la escasa demanda de centavos dieron lugar a una de las fechas más raras de la serie. Con la llegada de las máquinas de monedas a finales del siglo XIX y principios del XIX, se produjeron aún más centavos, alcanzando los 100 millones por primera vez en 1907. En 1909, el centavo de cabeza india fue reemplazado por el centavo Lincoln, diseñado por Victor David Brenner.

## Antecedentes
El centavo grande del tamaño de medio dólar se acuñó entre 1793 y 1857. Esa moneda estaba destinada a contener cerca de un centavo de cobre, ya que la gente esperaba que las monedas contuvieran cerca de su valor nominal en metal. Sin embargo, debido a la cláusula constitucional que establecía que solo el oro y la plata eran de curso legal, el gobierno no aceptaba centavos de cobre para impuestos u otros pagos. A principios de la década de 1850, las fluctuaciones en el precio del cobre llevaron a la Casa de Moneda de los Estados Unidos (que desde 1873 se denomina Oficina de la Casa de la Moneda) a buscar alternativas, incluyendo la reducción del tamaño del centavo y la experimentación con composiciones distintas al cobre puro. El resultado fue el centavo Águila volando o «Flying Eagle», del mismo diámetro que el posterior centavo Lincoln, pero algo más grueso y pesado, compuesto de 88 % de cobre y 12 % de níquel. El centavo Águila volando se acuñó en cantidades limitadas como moneda de patrón en 1856, y luego para circulación en 1857 y 1858.